# Zofia Nalepińska-Bojczuk
Zofia Nalepińska-Bojczukowa, lub Sofija Oleksandriwna Nałepynska-Bojczuk, ukr. Софія Олександрівна Налепинська-Бойчук (ur. 30 lipca 1884 w Łodzi, zm. 11 grudnia 1937 w Kijowie) – ukraińska malarka pochodzenia polskiego, tworzyła ilustracje książkowe, drzeworyty, grafiki; siostra polskiego poety Tadeusza Jerzego Nalepińskiego i żona ukraińskiego artysty Mychajły Bojczuka.

## Życiorys
Córka Aleksandra Nalepińskiego (1857–1908), inżyniera i dyrektora kolei i Zofii z Rohrów Nalepińskiej (1861-1939). W 1888 jej rodzice przenieśli się wraz z dziećmi do Petersburga. Uczyła się w Sankt-Petersburgu u impresjonisty Jana Ciąglińskiego, potem u Simona Hollósy’ego w Monachium w 1908  i Paryżu, gdzie trafiła do nowo otwartej Académie Ranson, do Paula Serusiera (1908–1909). Tam, w wynajętych pokojach przy Campagne Premiere 9, zaczęła się przyjaźń trzech Zofii: Nalepińskiej, Baudouin de Courtenay i Segno. Wtedy też weszła w skład pracowni neobizantynizmu prowadzonej przez Michajłę Bojczuka, swojego przyszłego męża i weszła w skład grupy bojczukistów, postulującej odrodzenie sztuki bizantyjskiej (1909). 
W 1918 urodziła syna Petra (Piotra). Od 1919 r. wykładała w Myrhorodzkiej Szkole Sztuki i Ceramiki, a w 1922 r. prowadziła zajęcia warsztatowe w kijowskim Instytucie Sztuk Plastycznych. W latach 1925–1929 wykładała w Instytucie Sztuki w Kijowie. 
Pomiędzy listopadem 1926 a majem 1927 Zofia, Bojczuk oraz uczniowie: Iwan Padałka i Wasyl Sedljar udali się w podróż po Niemczech, Francji i Włoszech. Podróż ta stała się później oficjalną przyczyną aresztowania artystów, rzekomo podejrzanych o uczestnictwo w kontrrewolucyjnej organizacji. W czasie „wielkiego terroru” 25 listopada 1936 mąż artystki został aresztowany przez NKWD, a 13 lipca 1937 wraz z uczniami stracony w Kijowie. 11 grudnia tego samego roku Zofia została aresztowana, oskarżona, skazana na śmierć i stracona w Kijowie przez NKWD. Jej sprawę prowadziła czekistka Pera Iskijwna Goldman, która skazała również m.in. Ostapa Wysznię, Ołeksę Slisarenkę czy Ołesia Doswitnego.  
Rehabilitowana pośmiertnie w 1958.
Siostra Tadeusza i Aleksandra.

## Twórczość

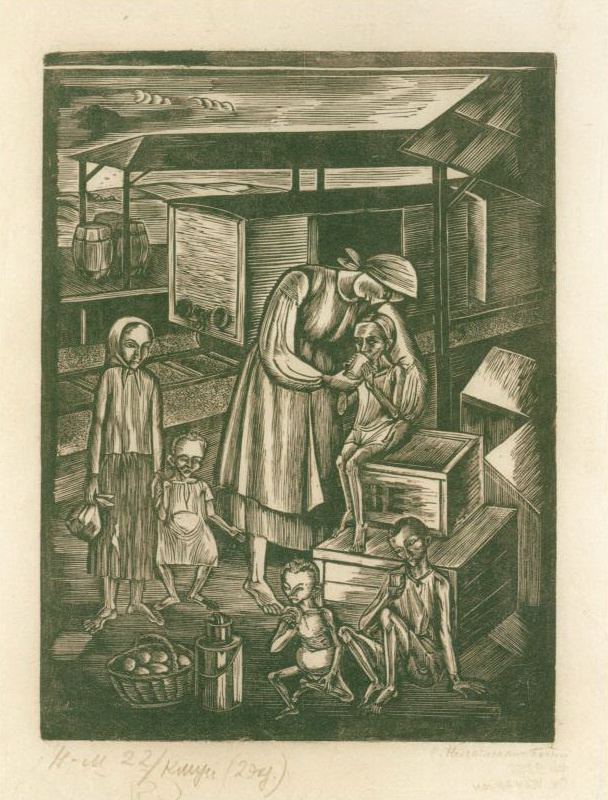
Zofia Nalepińska, Głód w Ukrainie (Holodomor), drzeworyt

Tworzyła okładki i grafiki do książek. Autorka takich obrazów jak: „Fabzajec'” (1925), „Meni trynadcjatyj mynalo…”, „Molot'ba”, „Na wakacijach” (wszystkie z 1926), „Pered nastupom bilych”, „Holodni dity” (obydwa z 1927), „Pacyfikacija Zachidnoji Ukrainy” (1930), „Robitfakiwky” (1931), „Wykonalyplan” (1932). Ilustrowałą niektóre wydania książkowe: „Kateryna” Tarasa Szewczenki, „Pryjmak” D. Mamina-Sybirjaka(1929). „Olywjanyj persteń” S. Wasylczenka (1930), „Anna Karenina” L. Tołstego (1935) i inne. Artystka jest także autorką niezrealizowanych projektów pieniędzy papierowych i innych papierów wartościowych w latach 1917–1921, które były pokazane na „Wystawie Współczesnych Ukraińskich Grafik” stowarzyszenia Niezależnych Ukraińskich Artystów (Lwów, czerwiec 1932 r.)

## Pamięć
Imię Zofii Nalepińskiej-Bojczuk jest jednym z ponad czterdziestu innych imion, które znajdują się na pomniku artystów represjonowanych, pokazanym w 1996 r. w parku Narodowej Akademii Sztuk Pięknych w Kijowie.

## Literatura
- Rіpko, O. Boichuk і boichukіsty, boichukіzm. Katalog vystavk,. Lwów, 1991, s. 65–67.
- Serhij Biłokiń. Sofija Nalepinśka-Bojczuk. „Nasze żyttia” („Our life”) 1998, nr 10.